# Миля в час

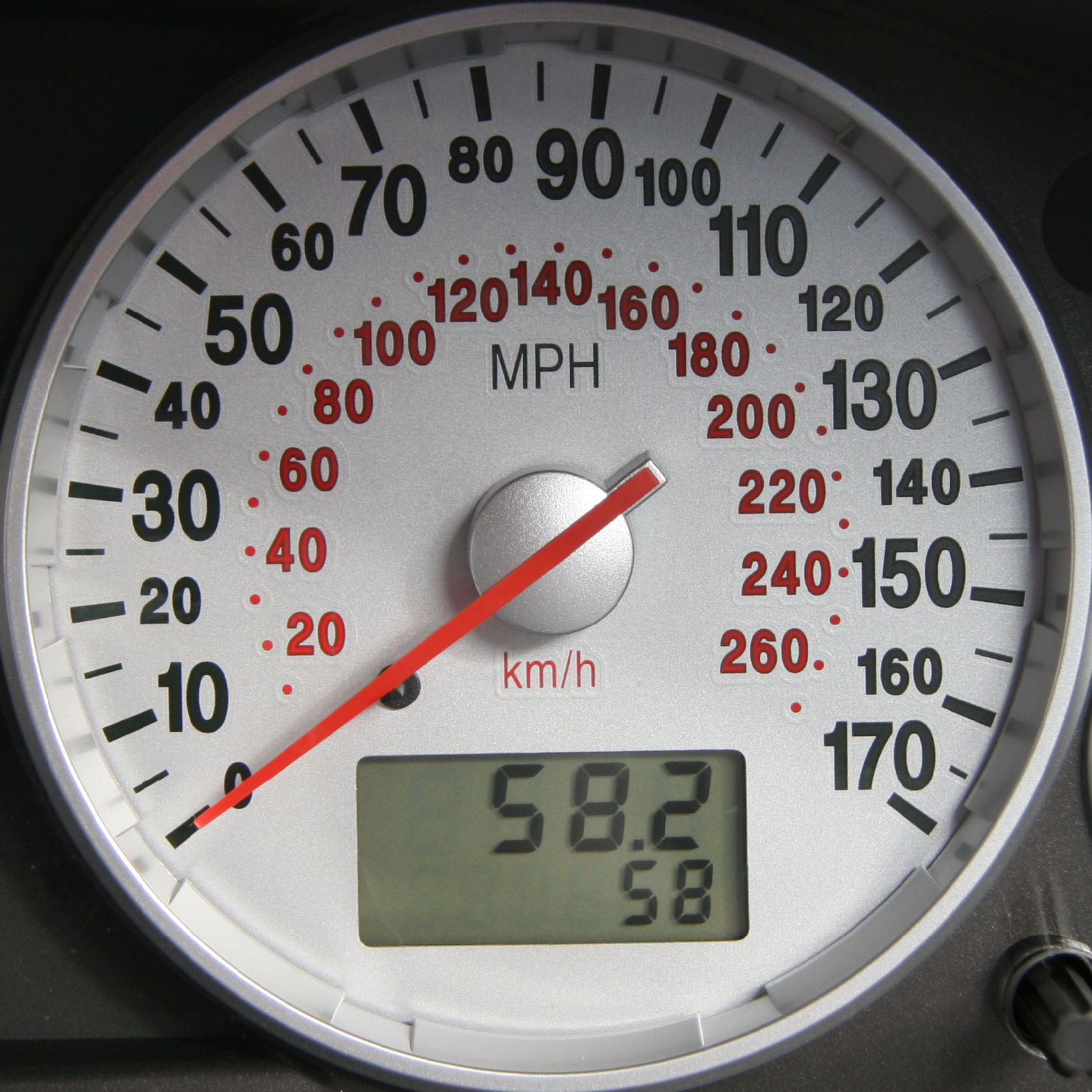
Автомобильный спидометр, отображающий скорость в милях в час на внешней окружности и в километрах в час на внутренней.

Миля в час — единица измерения скорости английской системы мер, выражающая значение в милях, пройденных за один час. В настоящее время используется в Великобритании и США в качестве стандартной единицы измерения скорости и её ограничения.
В некоторых странах, официально использующих Международную систему единиц (СИ), по традиции, либо из-за относительно недавнего перехода на метрическую систему дорожные знаки и ограничения скорости остаются, соответственно, в милях и милях в час. К ним относятся: Багамы, Белиз, Самоа (с дублированием в км/ч), отдельные карибские страны. Особая ситуация сложилась в Либерии и Мьянме: эти два государства наряду с США официально никогда и не использовали метрическую систему. В обеих странах правостороннее движение, используются как леворульные, так и большое количество старых японских автомобилей (особенно во второй), но если в Либерии встречаются знаки «американского образца», то в Мьянме положение вещей усугубляется применением в быту местных единиц измерения и отсутствием дублирования текста и даже цифр дорожных знаков с местной письменности на латиницу. 
Также часто используется для выражения скорости передачи мяча во время различных спортивных мероприятий, например, в крикете, теннисе и бейсболе. В англоязычной среде используются сокращения mph либо MPH (англ. miles per hour).
В СИ основной единицей измерения скорости является м/с. Ограничения скорости в большинстве стран указываются в км/ч.
В мореплавании и авиации, однако, в качестве единицы измерения скорости используются узлы: один узел равен одной морской миле в час.

## Конвертация
1 миля в час равна:
- 0,44704 м/с (производная единица СИ)
- 1,609344 км/ч
- 1,4667 фут в секунду (= 22/15 фута в секунду)
- около 0,868976 узла

1 миля — это 5280 футов или 1760 ярдов, или 1609,344 метра. 1 час — это 60 минут или 3600 секунд.
|            | м/с      | км/ч     | миля/ч   | узел     | фут/с    |
| ---------- | -------- | -------- | -------- | -------- | -------- |
| 1 м/с =    | 1        | 3,6      | 2,236936 | 1,943844 | 3,280840 |
| 1 км/ч =   | 0,277778 | 1        | 0,621371 | 0,539957 | 0,911344 |
| 1 миля/ч = | 0,44704  | 1,609344 | 1        | 0,868976 | 1,466667 |
| 1 узел =   | 0,514444 | 1,852    | 1,150779 | 1        | 1,687810 |
| 1 фут/с =  | 0,3048   | 1,09728  | 0,681818 | 0,592484 | 1        |